# 후나코시 유조
후나코시 유조(일본어: 船越 優蔵, 1977년 6월 12일 ~ )는 일본의 전 축구 선수이자 현 축구 지도자로 과거 감바 오사카, SC 텔스타, 쇼난 벨마레, 오이타 트리니타, 알비렉스 니가타, 도쿄 베르디, SC 사가미하라에서 활동했으며 현재 일본 U-20 축구 국가대표팀의 사령탑을 맡고 있다.

## 구단 경력
1996년 J1리그의 감바 오사카에 입단했다. 1999년 벨마레 히라쓰카(쇼난 벨마레)로 이적했다. 1999년후 J2리그에 강등했다. 2001년 오이타 트리니타로 이적했다. 2002년 알비렉스 니가타로 이적했다. 2003년 J2리그 우승으로 J1리그로 승격했다. 2006년까지 71경기에 출전하여, 12득점을 넣었다. 2007년부터 2009년까지 도쿄 베르디에서 뛰었다. 그후 SC 사가미하라에서 활동했다. 2010년후 현역 은퇴.

## 국가대표팀 경력
그는 1993년 FIFA U-17 세계 축구 선수권 대회에 참가할 일본 U-17 국가대표팀에 발탁되었으며, 3경기에 출전, 1득점을 넣었다.